# 방사선

이온화된 방사선의 상대적인 투과력을 보여준다. 알파선(α)은 종이 한장도 통과 못하는 반면에, 베타선(β)은 알루미늄 판으로 막을 수 있고, 감마선(γ)은 두꺼운 납판이어야 막을 수 있다.

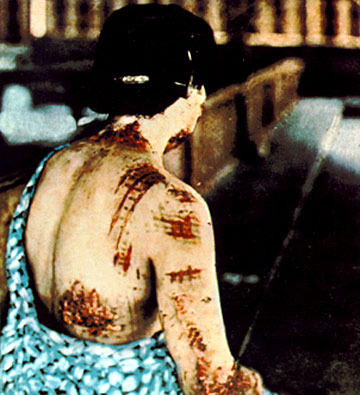
핵폭발 방사능에 오염된 여성의 모습.

방사선(放射線, 프랑스어: rayonnement, 독일어: strahlung , 영어: radioactive rays, 스페인어: radiación)은 입자 또는 파동이 매질 또는 공간을 전파하는 과정으로서 에너지의 흐름이다. 방사선은 자연적으로 존재하는 방사선과 인위적으로 생성한 인공방사선이 있으며, 인공방사선은 인위적으로 생성한 방사선으로서 의료분야의 X-선 촬영부터 산업현장, 종자개량, 해충방제 등 광범하게 활용되고 있다.
방사능(Radioactivity)은 방사성물질이 방사선을 내는 강도로서 방사성물질이 방사선을 방출하는 능력이나 방사선을 방출하는 성질이다. 

방사선의 국제 표준화 기호 3엽 마크 ISO-361(☢)

## 방사선의 종류
방사선은 크게 전리 방사선(이온화 방사선)과 비전리방사선(비이온화 방사선)으로 구분할 수 있다.

### 전리 방사선(이온화 방사선)
전리방사선(ionizing radiation)은 분자에서 입자를 분리시켜 전리(이온화)시킬 수 있는 방사선이다. 알파선 ,  베타선, 엑스선, 감마선 중성자선 등이 포함된다. 보통 방사선이라고 하면 이온화된 방사선(전리 방사선)을 말한다.

#### 알파선
알파 입자는 높은 원자번호의 몇몇 방사성 핵종(radionuclides)에 의해 방출되는 빠른 속도의 헬륨핵이다(예, 플루토늄, 라듐, 우라늄): 낮은 투과율(0.1mm 미만)로 종이 한 장도 통과하지 못한다. 방사선원이 체내에 다량 유입(상처난 피부, 호흡, 경구섭취 등)하면 인체는 손상될 수 있다. 라돈가스(Rn-222)는 알파선을 방출하는 방사선원이다.
방사선 원소의 알파붕괴와 함께 나오는 알파입자의 흐름으로써 양성자 2개와 중성자 2개가 결합한 헬륨원자핵으로써, 스핀이 0이며, 보즈-아인슈타인 통계를 따르는 안정한 입자이다. 이온화작용이 강하고 물질을 통과할 때 그 경로를 따라 많은 이온이 발생한다. 투과력은 매우 약하며 500만eV의 알파선은 1atm(기압)의 공기속을 3cm만 통과해도 정지해버리며 신문지만으로도 이 알파선을 막을 수 있다는 것은 알파선의 투과력의 미약함을 보여주는 좋은 예이다.

#### 베타선
베타 입자는 불안정한 원자의 핵으로부터 방출되는 고에너지 전자이다(예, 세슘-137, 아이오딘-131). 이들 입자는 피부를 투과할 수 있는 반면 알루미늄같은 금속은 투과하지 못한다. 에너지가 클 경우 피부 조직에 손상을 줄 수 있다.

#### 감마선
세 종류의 전리방사선 중 투과력이 가장 강하다. 파장이 짧고 에너지가 높다. 투과력이 아주 높아서 밀도가 높은 납이나 콘크리트를 재료로 1m이상의 방벽을 쌓아서 막아야 한다. X선하고 마찬가지로, X선으로 투과할 수 없는 영역(건물, 교량 등)을 탐구하는 데 쓰인다.

#### 중성자선
원자의 중성자가 빛처럼 나아가는 방사선의 종류 중 하나이다. 핵반응시에 나오므로, 원자로를 가동할 때나 중성자폭탄이 폭발할 때도 나온다.

### 비전리 방사선(비이온화 방사선)
전리(이온화)시키지 않는 방사선이다. 분자구조에 영향을 미치지 않는다. 가시광선쪽 자외선, 가시광선, 적외선, 원적외선, 마이크로파(레이다), 극초단파(이동전화), 초단파(TV), 단파, 중파(라디오), 장파(전력선, 가전제품) 등이 비전리 방사선이다.

## 방사능의 단위
'방사능'은 어떤 물질중의 어떤 방사성핵종이 단위시간내에 몇 번 붕괴를 일으키는가를 나타내는 것으로서, 주목하고 있는 물질중에 함유되어 있는 그 방사성핵종의 양과 반감기에 의하여 결정된다. 소위 발생원의 강도에 상당하는 것이다.
방사능량의 단위로서 종래엔 Ci(퀴리)가 사용되어 왔으나 국제도량형총회의 결의에 따라 Bq(베크렐)을 일본에서도 사용하게 되었다(1978년 5월). 종래의 Ci단위는 보조단위로서 사용할 수 있게 되어 있다. 기타 중성자원 등의 강도를 나타내는 단위에 입자방출률, 바꿔 말하면 단위시간에 방출되는 입자의 방출수(/s)로 나타내는 방법이 있다.

### Bq(베크렐)
1초에 1번의 붕괴가 발생하는 것을 1베크렐(Becquerel:Bq)이라 한다. 해당 핵종의 방사능을 단위시간당 붕괴하는 원자수로 표시하는 것이다. 국제단위로는 방사능의 발견으로 알려진 베크렐(Antoine Henri Bequerel, 프랑스, 1852-1908)의 이름을 딴 베크렐(Bq)로 하고, 매초 1개의 붕괴수(disintegration per second : dps)를 1 Bq로 했다.
1 Bq = 2.703 E-11 Ci = 27.0 E-1 2Ci =27.0 pCi 해수 및 대기오염의 정도를 표시할 때 사용한다.

### Ci(퀴리)
라듐을 발견한 물리학자 마리 퀴리의 이름을 따서 명명되었다. 현재 보조단위로서 사용되는 Ci는 역사적으로 1g의 Ra-226의 방사능량을 기준으로 해서 정해진 단위로서, 매초의 붕괴수가 3.7 E+10에 상당하는 방사능의 강도라고 정의된다.
1 Ci는 3.7E+10 Bq과 같다. 여기에는 mCi(3.7E+7 Bq), μCi(3.7E+4 Bq), pCi(3.7E-2 Bq)가 있다(통상, Ra-226의 방사능에는 그 딸핵종도 기여하고 있으므로 1 Ci는 3.7E+10 dps로 고쳐 정의하고 있다.)
1g의 백금(Pt)판속에는 천연방사성핵종인 Pt-190이 약 3.4 pCi(피코퀴리 0.125 Bq) 함유되어 있다. Pt-190은 α붕괴하는 핵종으로 1g의 백금은 매분 7∼8붕괴의 비율로 α붕괴하고 있는 계산으로 된다. 현재의 일본인 체내에는 0.1 μCi(3700 Bq)의 방사성칼륨(K-40)이 함유되어 있다.
1Ci = 3.7E+10 Bq = (3.710 Bq)

### 입자방출률
중선자원 등의 강도를 나타내는 단위에 입자방출률, 바꿔 말하면 단위시간에 방출되는 입자의 방출수(/s)로 나타내는 방법이 있다.

## 방사선의 단위
어떤 주목하고 있는 물질중의 어떤 장소를 통과하는 방사선의 수, 또는 방사선이 통과함으로써 그 물질이 흡수한 양(예를 들면 전리량, 발생이온쌍의 수, 흡수에너지 등)을 나타내는 것이다. 소위 방사선의 「장」의 강도, 혹은 방사선의 통과량에 상당한다. 따라서 방사선의 통과에 따르는 어떤 양에 주목하는가에 따라 많은 종류의 「방사선의 양」이 정의되어 있다.

### 입자플루언스
어떤 장소를 통과하는 단위면적당의 방사선 입자수. 입자 플루언스 「율」이라고 하는 경우는 단위시간당의 입자플루언스를 나타낸다.

### 조사선량
방사선의 통과에 의하여 발생한 전하량을 기준으로 하는 개념. 표준상태(0℃, 760 mmHg)의 건조공기 1cc 중에 1 esu의 전하를 발생한 경우를 구단위계에서는 1R(뢴트겐)으로 했다. 이것을 신단위계에서 나타내면 2.58E-4 C(쿨롬)/kg에 상당하는데 이미지가 잘 떠오르지 않기 때문에 많이 사용되고 있지 않다. 한편 조사선량은 공기에 대한 흡수선량과 같은 것이며, Gy단위란 1 R=8.7 m(밀리)Gy의 관계가 있다. 보통의 자연γ선 선량률은 수μ(마이크로=1.0E-6)R/시이며 이것을 Gy로 표시하면 수 10 n(나노=1.0E-9)Gy/시로 된다.

### 흡수선량
어떤 장소에서 어떤 물질중에 흡수된 방사선에너지양. 구단위계에서는 방사선의 통과에 의하여 주목물질 1g중에 100 erg가 흡수되는 것을 1 rad(라드)로 표시해 왔으나 현재는 Gy(그레이)를 사용한다( Gy=100 rad).

### 선량당량 및 실효선량당량(Dose equivalent)
신체의 일부 또는 장기(예를 들면 위)에 주목하여 그 부위가 받게 되는 흡수선량에 방사선의 종류와 에너지를 고려하여 결정한 선질계수 QF를 곱한 양을 선량당량이라 한다. 이것은 그 장기에 대한 방사선의 생물학적 영향을 나타내는 지표로서 방사선방호 분야에서 사용되고 있는 개념이다. 단위는 rem(렘: 구단위계)과 Sv(시버트:신단위계, 1 Sv=100 rem)를 사용하다.
실효선량당량 HE는 체내의 모든 장기 i에 대하여 방사선에 대한 감수성과 발암리스크를 고려한 가중계수 Wi를 정해 두고, HE=∑Di×Wi(Di는 장기선량)에 의하여 주어진 것으로, 신체 전체의 방사선영향을 나타내는 양으로 이용되고 있다. 최근에는 실효선량으로 불리고 있으나 정의는 거의 같은 것이다.

## 방사선이 인체에 미치는 영향
인체의 세포가 방사선에 의해 에너지를 받는 경우, 세포 DNA구조의 변형이 일어날 수 있다. 이때 방사선이 전달하는 에너지의 양이 아주 크면(500 mSv 이상) 많은 세포의 사멸로 인해 피부 홍반과 같은 즉각적인 건강이상이 발생한다. 전달한 에너지의 양이 아주 크지는 않지만, 방사선 전달 에너지의 양이 기준치(100 mSv) 이상이면, 세포가 돌연변이 상태로 생존해 암 또는 유전이상으로 발전할 확률이 커진다. 이 건강이상 확률은 피폭된 방사선량 값에 선형적으로 비례한다. 반면 피폭량이 적은 경우, 세포자체의 효율적인 복구시스템으로 인해 아무런 이상이 나타나지 않는다.
방사선이 인체에 미치는 영향은 결정론적 영향과 확률론적 영향으로 구분할 수 있다.

### 결정론적 영향
세포의 수가 단기간에 대량으로 사멸하면 세포는 기능을 상실하게 된다. 일정 방사선량(500 mSv) 이상이 되면 예외없이 누구에게나 결정적인 이상을 일으킨다. 세포사멸이 일어나 건강이상이 나타나도록 하는 일정 수준 이상의 방사선량을 문턱(임계치)방사선량이라고 한다. 문턱방사선량이상에서는 선량의 크기에 비례해 세포가 사멸한다. 문턱방사선량은 가장 낮은 값이 500 mSv.

### 확률론적 영향
세포가 사멸하지는 않지만, 돌연변이 형태로 생존해 증식하는 경우가 있다. 백혈병 등을 초래하는 암세포로 발전하거나 생식세포의 돌연변이로 자손의 유전 결함으로 발전할 수 있다. 피폭한 사람의 나이나 성별 등 여러 요인에 의해 돌연변이 세포가 변화할 수 있는 경로가 달라진다. 초기 돌연변이의 양태에 따라 세포유전과정이 확률적으로 암의 발생으로 이어진다. 100 mSv 이상의 방사선에 피폭되는 경우 암발생 확률은 방사선량이 많을 수록 비례하여 증가한다.

### 저선량 방사선의 영향
저선량으로 분류되는 100 mSv 이하 영역에서는 방사선의 위해성이 관측되지 않는다는 연구 결과와, 암 발생률이 증가한다는 연구 결과 모두 존재한다. 

#### 위해성이 관측되지 않는다는 연구 결과
일본 원자폭탄 피해 생존자를 대상으로 한 연구에서 저선량으로 노출된 사람들의 평균 수명이 일본인 평균수명보다 길다. 고형암(Solid cancer)으로 죽은 사람의 수가 일본인 평균보다 원폭생존자 및 낙진노출자 집단이 적다. 라돈의 경우 50~200 Bq/m^3 노출되는 경우, 그 이하 혹은 그 이상 노출되는 경우보다 폐암 발생확률이 낮다. 1950년대 네바다 등 미국 12개 주에 거주했던 사람들은 핵폭탄 실험으로 방사선에 평균 이상 노출됐는데, 이 지역 주민의 폐암 발생이 타 지역 주민에 비해 낮다. 원자력발전소 근무자들의 수명이 일반인보다 더 길다.

#### 위해성이 관측된다는 연구 결과
지난 1944년부터 미국·영국·프랑스 3개국의 원자력산업 종사자 30만명 중 사망자 10만명의 사망 원인을 70여년간 추적한 결과, 누적 흡수선량 20mGy 이하의 방사선으로도 고형암(세포로 이뤄진 단단한 덩어리 형태의 암) 사망위험이 Gy당 130% 증가한 것으로 밝혀졌다.

### 방사능 오염과 조사의 구분
방사선에 피폭되는 형태에는 오염(contamination)과 조사(irradiation)가 있다.

### 방사능 오염(radioactive contamination)
먼지나 액체 등의 방사성이 있는 물질과 접촉 후 오염 된 것을 말한다.
외부 (external) 및 내부 (internal) 오염으로 나눌 수 있다.
외부 오염(external contamination)은 방사성 물질에 피부나 옷이 오염된 경우이다. 내부 오염(internal contamination)은 방사성 물질 섭취를 하거나, 흡입 또는 피부를 통해서 체내로 들어온 것을 말한다. 체내에 들어온 방사성 물질은 다양한 조직 (갑상선이나 골수 등)으로 이동하고, 방사성 물질이 제거 혹은 소멸될 때까지 계속해서 방사선을 방출한다. 내부 오염은 제거하는 것이 어렵다. 몇 방사선 핵종(radionuclide)은 내부오염 이 가능한데, 역사적으로 피폭자에게 심각한 위험을 준 방사선 핵종은 비교적 적었다: H-3, Co-60, Sr-90, Cs-137, I-131, Ra-226, U-235, U-238, Pu-238, Pu-239, Po-210, Am-241.

#### 방사능 오염의 제거
체내 흡수를 막기 위해 오염된 방사성 물질을 즉시 제거하여야 하는데 오염된 피부는 즉시 많은 양의 비누와 물로 문질러 씻어야 한다. 찔린 작은 상처는 모든 방사성 입자를 제거하기 위해 강하게 씻어야 한다. 오염된 머리카락은 면도하지 말고 짧게 자른다. 면도로 피부가 손상되어 방사성 오염물질이 피부에 침투될 수 있다.

### 조사(irradiation)
방사선에 노출될 때 방사성 물질이 아닌 것에 노출된 경우를 말한다. 방사선 노출은 방사선 원천(source)이 없어도 일어날 수 있다(방사성 물질, X-선 장비). 방사선 원천이 제거되면, 노출도 끝난다. 전신에 방사선이 조사되었을 경우, 조사량이 과다하게 높으면 전신성 증상과 급성 방사선 증후군이 나타날 수 있다. 몸의 일부에만 조사되면, 국소적인 증상이 나타날 수 있다. 조사된 사람은 방사선을 방출하지 않는다. 햇빛을 쬔 사람이 빛을 방출하지 않는 것과 같은 원리다.

### 방사선 피폭 후 증상

#### 급성 방사선 증후군 (Acute Radiation Syndrome, ARS)
온몸 혹은 많은 부분에 과량의 방사선에 피폭되면 30일 이내에 조직이나 장기가 심한 장해를 입게 된다. 피폭선량에 따라 다음의 급성 증후군이 나타날 수 있다. 뇌혈관 증후군 (Cerebrovascular syndrome), 위장관 증후군 (GI syndrome), 조혈기 증후군 (Hematopoietic syndrome) 이 이에 해당한다. 이들 증후군에는 3단계가 있다. 방사선 피폭에 의한 증상의 발현과 그 진행률은 방사선 양에 달려있다. 시간 경과에 따른 증상 발현은 방사선량과 일치하기 때문에 조사된 방사선 양을 예측하는데 도움이 된다.
- 전구단계(Prodromal phase) : 피폭 후 0일에서 2일에 해당한다. 무기력하고 위장관 증후군(메스꺼움, 식욕감퇴, 구토, 설사)이 발생할 수 있다.
- 잠복성 무증상 단계 : 피폭 후 0일에서 31일에 해당한다. 잠복성 무증상 단계가 나타나는 이유는 현재 몸 안에서 활동하는 세포들의 수명이 다할 때까지는 몸의 기능이 정상적으로 동작하기 때문이다. 그러나 과다한 방사선에 노출된 사람은 새로운 세포가 만들어지는 조직이 파괴되어 수명이 다된 세포들을 대체할 수 없어 각종 증상이 나타나는데 그것이 피폭 후 약 한 달 후이다.
- 뚜렷한 전신적 질환 단계 : 피폭된 주 조직에 따라 질환이 분류된다.

##### 뇌혈관 증후군(Cerebrovascular syndrome)
30 Gy 이상의 많은 양의 방사선에 전신이 피폭 될 때 나타나는 증상이다. 진행과정은 피폭된지 수 분에서 1시간 내로 전구증(prodrome)이 나타나고, 잠복기가 거의 없다. 피폭자는 몸이 떨리고, 발작, 운동장애, 수 시간에서 1, 2일 내로 대뇌부종에서 사망으로 이어진다.

##### 위장관 증후군 (GI syndrome)
6-30 Gy 정도의 방사선 양이 전신에 피폭된 후 가장 많이 나타나는 증상이다. 전구 증상은 1시간 내로 나타나고 2일 내로 사라진다. 4-5일 정도 잠복기 동안, 위점막 세포들이 죽는다. 심한 메스꺼움(nausea), 구토(vomiting), 설사(diarrhea)로 심한 탈수와 전해질의 불균형을 일으키고, 세포 사망(cell death)으로 이어진다. 또한 소화관의 괴사(necrosis)가 일어날 수 있어서 균혈증과 패혈증이 일어나기 쉽다. 사망하는 경우가 많다. 10 Gy 보다 많은 양에 노출된 환자는 뇌혈관 증상이 일어날 수 있다. 생존자는 또한 조혈기 증후군이 나타난다.

##### 조혈기 증후군 (Hematopoietic syndrome)
1-6 Gy 정도의 방사선 양이 전신에 노출 된 후 가장 많이 나타나는 증상이고 일반적인 범혈구 감소증(pancytopenia)이 나타난다. 피폭 후 1-6시간 후에 약한 전구증이 시작되고 24-48시간까지 지속된다. 골수줄기세포(bone marrow stem cells)가 상당하게 줄어들지만, 순환하는 성숙한 혈액세포는 크게 영향받지 않는다. 순환하는 림프구는 제외로, 노출된 후 수시간에서 하루 내로 림프구감소증(lymphopenia)이 나타난다. 순환하고 있는 세포가 노화(senescence)로 죽고나면 골수줄기세포가 줄어들어, 충분한 수가 대체될 수 없어서 범혈구감소증이 일어난다. 그래서 1 Gy의 양에 노출된 피폭자들은 골수 생산이 감소하는 4주반 정도의 잠복기 동안에는 자각증상이 없다. 백혈구 감소증(neutropenia)으로 감염의 위험이 증가하는데 2-4주에 가장 많이 발생하며 항체 생산이 감소한다. 혈소판감소(thrombocytopenia)로 점상출혈(petechiae)과 점막 출혈(mucosal bleeding)이 3-4주 내로 발현하고 한달동안 지속될 수 있다. 빈혈증은 천천히 발달되는데 적혈구가 백혈구와 혈소판보다 수명이 더 길기 때문이다. 생존자는 백혈병을 포함해서 방사선으로 인한 암 발생이 증가한다.

### 신체의 국소 부위가 방사선에 피폭되었을 때 나타나는 병변
- 심장과 혈관
  - 가슴통증, 방사선 심낭염, 방사선 심근염
- 피부
  - 3 Gy 이상: 탈모(피폭 2-3주 내)
  - 6 Gy 이상: 부분 홍반
  - 8–15 Gy: 건조표피탈락(dry desquamation) (피폭 3–4주 내)
  - 15–20 Gy: 습성표피탈락(moist desquamation) (피폭 3–4주 내)
  - 15–25 Gy: 물집 형성(피폭 2–3주 내)
  - 20 Gy 이상: 궤양(피폭 2–3주 내)
  - 25 Gy 이상: 괴사(necrosis) (피폭 3주 이상)
- 생식선
  - 정자형성(spermatogenesis) 감소, 무월경(amenorrhea), 성욕 감퇴
  - 5–6 Gy이상: 불임
- 머리와 목
  - 점막염(mucositis), 연하통(삼킬 때 통증이 있는 것. odynophagia), 갑상선암(thyroid carcinoma)
- 근육과 뼈
  - 근질환(myopathy), 골육종(osteosarcoma)
- 눈
  - 2 Gy 이상: 백내장(cataracts)
- 폐
  - 방사성 폐렴(radiation pneumonitis)
  - 30 Gy 이상: 때때로 치명적인 폐섬유증(pulmonary fibrosis)
- 신장
  - 사구체여과율(GFR) 감소, 신세뇨관(renal tubular) 기능 감소
  - 6개월에서 1년의 잠복기 후: 단백뇨, 신부전증(renal insufficiency), 빈혈, 고혈압
  - 5주내 누적량이 20 Gy 이상: 방사성 섬유증(fibrosis), 핍뇨성 신부전증(oliguric renal failure)
- 척추
  - 50 Gy 이상: 골수증(myelopathy)
- 태아
  - 성장 일부 제한, 선천성 기형, 선천성 대사장애, 태아사망
  - 0.1 Gy 이하: 유의한 영향 없음
  - 소아암 위험이 약 6%/Gy

## 원전 사고에 의한 영향
지금까지 기록된 최악의 원전사고는 체르노빌 사고다. UNSCEAR보고서(2008)와 WHO보고서(2005)에 따르면 체르노빌 사고로 인해 방사선에 피폭돼 사망한 사람의 수는 2005년까지 총 43명 정도이다. 후쿠시마 사고 때는 방사선 피폭으로 인한 사망자는 일본정부에 따르면 후쿠시마 원전 근무자로 1명이다. 이 사건은 지금도 그 영향을 미치고 있다.
30년후 체르노빌 고방사능 오염지점인 프리피야티의 방사선량은 0.18 ~ 39.32 μSv/h다. 서울 평균은 0.11 μSv/h. 30년 후 체르노빌 일대는 한편으로는 "처참한 불모의 땅"으로 비춰지고, 다른 한편으로는 야생동물의 천국으로 묘사되고 있다. 체르노빌 사고로 인한 가장 커다란 공중보건의 문제는 방사선 오염이 아니라, 정신건강에 대한 충격이다. 

## 같이 보기
- 체르노빌 원자력 발전소
- 후쿠시마 제1 원자력 발전소 사고
- 배경 방사능
  - 자연 방사능(Natural radioactivity)
- 환경 방사능
- 유도 방사능
  - 인공 방사능(Artificial raioactivity)
- 반감기
- 열복사